# 68. østlige længdekreds
Den 68. østlige længdekreds (eller 68 grader østlig længde) er en længdekreds, der ligger 68 grader øst for nulmeridianen. Den løber gennem Ishavet, Asien, det Indiske Ocean, det Sydlige Ishav og Antarktis.